# テリー・デサリオ
テリー・デサリオ（Teri DeSario、1951年11月27日 - ）は、アメリカ・フロリダ州マイアミ出身のイタリア系アメリカ人歌手、シンガーソングライター。夫は、作曲家のビル・パース。
日本においては、1984年にソニーのカセットテープのコマーシャルソングとして制作、発売された「オーバーナイト・サクセス」が有名（その後、東京パフォーマンスドールがカバー曲を発表）。 

## 来歴
1978年、マイアミのクラブで歌っていたところをビージーズのバリー・ギブに見出され、アルバム『夢みる乙女 (Pleasure Train)』でデビュー（収録曲の「Ain't Nothing Gonna Keep Me From You」は、バリー・ギブ作詞作曲の作品）。
1979年、高校の同級生であったKC&ザ・サンシャイン・バンドのKCこと、ハリー・ウェイン・ケイシーとデュエット曲「Yes, I'm Ready」を発表し、1980年3月にビルボードチャート2位の大ヒットを記録。しかし、1980年のアルバム『溺愛 (Caught)』発売以降、所属レーベルであるカサブランカ・レコードとのビジネス・トラブルに遭い、活動制限を余儀なくされる。
1984年、「オーバーナイト・サクセス」（作詞作曲は、日本での音楽プロデュースを数多く担当するジョーイ・カーボーン & リッチー・ジトー）がソニーのカセットテープおよびビデオテープのコマーシャルソングとして制作、発売され、日本市場で28万枚の大ヒット（1985年オリコンシングル年間47位、オリコン洋楽シングルチャートで1984年11月26日付から11週連続1位）。さらに1985年開催の東京音楽祭にも出演。その後、アルバム『ヴォイシーズ・イン・ザ・ウィンド』発売以降はゴスペルや、他の歌手への曲の提供などに重点を置くようになる。
2005年、限定盤のミニ・ベスト・アルバム『Teri DeSario - Gloria Jean's coffee sampler』発売で突然の復活（過去の楽曲「Yes, I'm Ready」や新たに制作した曲などを収録）。

## ディスコグラフィ

### スタジオ・アルバム
- 『夢みる乙女』 - Pleasure Train (1978年、Casablanca)
- 『ムーンライト・マッドネス』 - Moonlight Madness (1979年、Casablanca)
- 『溺愛』 - Caught (1980年、Casablanca)
- A Call to Us All (1984年、DaySpring)
- 『オーバーナイト・サクセス』 - Overnight Success (1984年、Epic) ※日本盤のみ。with カルホーン&ズィトー名義
- 『ヴォイシーズ・イン・ザ・ウィンド』 - Voices in the Wind (1985年、DaySpring)

### コンピレーション・アルバム
- 『タイム・アフター・タイム - ザ・ベスト・オブ・テリー・デサリオ』 - Time After Time: The Best of Teri DeSario (1984年、Casablanca) ※日本盤のみ
- Teri DeSario - Gloria Jean's coffee sampler (2005年)